# Too Beautiful to Lie
Too Beautiful to Lie (lit. "Don't Believe Her") es una comedia romántica surcoreana que trata la relación entre un ingenuo farmacéutico de pueblo y una hermosa ex-estafadora que se encuentra en libertad condicional.

## Argumento
Ju Yeong-ju (Kim Ha-neul) es una simpática y bella joven, portadora de una sonrisa inocente quien maneja conversaciones deslumbrantes. También es una estafadora profesional que estuvo en la cárcel por fraude, pero convenció a su tribunal evaluador para que le otorgara libertad condicional, para asistir a la boda de su hermana mayor. Luego de quedar en libertad, ella aborda un tren a Busan y lleva consigo un cisne artesanal en madera como regalo de bodas. En el tren , ella se sienta frente a un farmacéutico de pueblo, llamado Hee Cheol, quien practica la forma de proponer matrimonio a su novia, con el anillo de herencia de la familia de su difunta madre. Yeong-ju es testigo de que un carterista roba el anillo de Hee Cheol, y por miedo a convertirse en sospechosa y perder su libertad condicional, se las arregla para recuperar el anillo sin tener ninguna precaución al bajarse del tren. Yeong-ju olvida su cartera en el tren y tras recuperar el anillo intenta retomar el tren pero no lo consigue.
Decidida a buscar su bolso, sigue la pista de Hee Cheol y llega a su ciudad natal, la villa de Yonggang. Pero la situación se complica cuando los miembros de su familia por error la confunden como la prometida de Hee Cheol y todo va peor cuándo él regresa a su casa y descubre a la impostora. Esto se convertirá en una aventura dónde Yeong-ju hará de todo para recuperar su amado bolso el cual lleva el cisne en el interior.

## Reparto
- Kim Ha-neul ... Ju Yeong-ju
- Kang Dong-won ... Choi Hee-cheol
- Song Jae-ho ... Hee-cheol's father
- Kim Ji-young ... Hee-cheol's grandma
- Ku Hye-ryung ... Hee-cheol's aunt
- Lee Chun-hee ... Youg-deok
- Nam Soo-jung ...Hee-cheol's aunt
- Lee Ju-seok ... Doctor
- Lee Young-eun ... Soo-mi
- Im Ha-ryong ... Hee-cheol's uncle
- Myeong Ji-yeon ... Hwa-sook
- Nam Sang-mi ... Jae-eun
- Ryu Tae-ho ... Hee-cheol's uncle
- Kim Jae-rok ... pickpocket
- Park Yong-jin ... Man-seok
- Jin Kyung ... Joo Young-ok
- Son Young-soon ... grandmother in front of restaurant
- Lee Mi-eun ... hairdresser
- Lee Jae-gu
- Park Jae-woong
- Kwon Tae-won
- Park Gun-tae

## Premios y nominaciones
2004 Baeksang Arts Awards
- Mejor actriz - Kim Ha-neul
- Nomination – Mejor guion – Choi Hee-dae, Park Yeon-seon

2004 Blue Dragon Film Awards
- Nomination – Mejor actriz – Kim Ha-neul

2004 Korean Film Awards
- Nomination – Mejor actor revelación – Kang Dong-won